# Distributed Component Object Model
Das Distributed Component Object Model (DCOM) ist ein objektorientiertes Remote-Procedure-Call-System, das auf dem Distributed-Computing-Environment-Standard basiert.
Es wurde von Microsoft definiert, um die Technologie Component Object Model über ein Rechnernetz kommunizieren zu lassen.
Eine frühere Bezeichnung ist Network OLE. Anhand der beiden Namen lässt sich der Ursprung dieses Protokolls erkennen. Es ist eine Erweiterung der bereits vorher bestehenden Schnittstellendefinitionen Component Object Model bzw. Object Linking and Embedding auf Netzwerke.
DCOM wurde zwar von Microsoft entwickelt und wird dort auch hauptsächlich eingesetzt (zum Beispiel bei ActiveX). Es existieren jedoch auch verschiedene Adapter, um per DCOM-Protokoll zu kommunizieren, ohne direkt Microsofts DCOM-Implementierung zu verwenden. Als Beispiel wäre hier JCOM zu nennen, welches eine Schnittstelle zwischen Java und DCOM schafft.
DCOM kann durch .NET Remoting Services und die Enterprise Services gekapselt werden. DCOM ist aber weiterhin aus Kompatibilitätsgründen Bestandteil von Windows. Die Windows Communication Foundation (kurz WCF, ehemals bekannt als Indigo) ist die neue Technologie für verteilte Anwendungen von Microsoft und Bestandteil des .NET Framework 3.0. WCF vereinheitlicht die drei Remote-Call-Technologien des .NET Frameworks: Enterprise Services, Remoting und Webservices. Bei Windows Vista ist es verfügbar. Für Windows XP konnte es nachgerüstet werden.